# Phoenicoprocta thoracica
Phoenicoprocta thoracica är en fjärilsart som beskrevs av William Schaus 1905. Phoenicoprocta thoracica ingår i släktet Phoenicoprocta och familjen björnspinnare. Inga underarter finns listade i Catalogue of Life.